# Chlorops scutellaris
Chlorops scutellaris är en tvåvingeart som först beskrevs av Zetterstedt 1838.  Chlorops scutellaris ingår i släktet Chlorops och familjen fritflugor. Arten är reproducerande i Sverige. Inga underarter finns listade i Catalogue of Life.